# 1923

## Події
- 2 березня — У США вийшов друком перший номер журналу «Time» — 32-сторінкове видання було першим американським тижневиком новин.
- 29 жовтня — Заснування Турецької Республіки на місці Османської імперії.
- В СРСР запрацювало близько 300 мовних радіостанцій.

### Наука
- Відкриття комптонівського розсіювання
- Відкриття ефекту Оже.
- О. І. Опарін сформулював коацерватну гіпотезу походження життя на Землі.

### Аварії й катастрофи
- 10 березня — Грецький пароплав Александер (Alexander) затонув біля Пірея. Загинуло 150 осіб.
- 24 квітня — Португальський пароплав Мосамедес (Mossamedes) розбився біля мису Фріо (cape Frio). Загинуло 220 осіб.
- 1 січня — Великий кантоський землетрус у Східній Японії.

## Народились
Див. також Категорія:Народились 1923
- 17 січня — Білуха Микола Тимофійович, економіст, доктор економічних наук, професор, Заслужений діяч науки і техніки України.
- 30 січня — Гайдай Леонід Іович, російський кінорежисер
- 31 січня — Норман Мейлер, американський письменник-романіст
- 12 лютого — Франко Дзефіреллі, італійський кінорежисер
- 13 лютого — Чак Єгер, американський льотчик-випробовувач
- 6 березня — Вес Монтґомері, американський джазовий гітарист
- 22 березня — Марсель Марсо, французький мім
- 17 квітня — Ліндсі Андерсон, англійський кінорежисер
- 23 квітня — Василь Земляк, український письменник, сценарист
- 25 квітня — Альберт Кінг, американський блюзовий співак та гітарист
- 1 травня — Джозеф Хеллер, американський письменник
- 6 травня — Етуш Володимир Абрамович, російський актор театру і кіно
- 10 травня — Гейдар Алієв, президент Азербайджану
- 23 травня — Алісія де Ларроча, іспанська піаністка з Каталонії
- 27 травня — Генрі Кіссінджер, американський політик
- 31 травня — Реньє III, князь Монако.
- 6 липня — Войцех Ярузельський, генерал, голова уряду Польщі (1981–1989)
- 13 липня — Михайло Пуговкін, російський актор
- 28 липня — Басов Володимир Павлович, російський актор
- 24 серпня — Віктор Михайлович Глушков, український математик, піонер комп'ютерної техніки
- 29 серпня — Річард Аттенборо, англійський актор, режисер
- 1 вересня — Рокі Марчіано, американський професійний боксер-важковаговик
- 8 вересня — Расул Гамзатов, аварський поет
- 9 вересня — Даніел Карлтон Гайдузек, американський педіатр і вірусолог, лауреат Нобелівської премії з фізіології і медицини 1977 року
- 13 жовтня — Михайло Іванович Сікорський, український історик; почесний директор Національного заповідника «Переяслав», Герой України
- 18 жовтня — Сагал Борис Львович, американський кінорежисер
- 21 жовтня — Валеріан Боровчик, французький кінорежисер
- 23 жовтня — Рой Ліхтенштейн, американський художник
- 18 листопада — Алан Шепард, перший американський астронавт (1961)
- 20 листопада — Ілля Миронович Шатуновський, радянський фейлетоніст.
- 2 грудня — Марія Каллас, американська оперна співачка грецького походження.
- 2 грудня — Яковлєв Олександр Миколайович, радянський політик, ідеолог «перебудови»
- 13 грудня — Антоні Тапіес, каталонський живописець, скульптор, один з найвідоміших європейських художників і скульпторів другої половини XX століття.

## Померли
Див. також Категорія:Померли 1923
- 3 січня — Ярослав Гашек, чеський письменник-сатирик, автор «Пригоди бравого вояка Швейка».
- 6 лютого — Едвард Емерсон Барнард, американський астроном.
- 9 лютого — Голик-Залізняк Мефодій Фокович, військовий діяч часів УНР, хорунжий Армії УНР, повстанський отаман Холодного Яру.
- 9 лютого — Гупало Денис Мусійович, військовий діяч часів УНР, Отаман Чорного лісу.
- 26 березня — Сара Бернар, французька актриса, яка вважається еталоном акторської майстерності, і яку часто називають Божественною Сарою.
- 5 квітня — Карнарвон Джордж, британський єгиптолог, керівник експедиції, в ході якої Говард Картер знайшов гробницю Тутанхамона.
- 24 квітня — Олександр Андріанович Аленич, український фізик, астроном.
- 2 серпня — Воррен Гардінг, двадцять дев'ятий Президент США з 1921 по 1923 рік.
- 19 серпня — Вільфредо Парето, італійський економіст і соціолог.
- 3 вересня — Сергій Анатолійович Богуславський, російський фізик.
- 15 вересня — Сайєд Дарвіш, єгипетський співак та композитор, який вважається «батьком» єгипетської популярної (естрадної) музики.
- 26 листопада — Володимир Степанович Іконніков, український історик та педагог.
- 22 грудня — Георг Люгер, австрійський конструктор стрілецької зброї, розробник славетного пістолета Parabellum P08 та набою до нього
- 28 грудня — Александер Густав Ейфель, французький інженер-будівельник і архітектор, творець Ейфелевої вежі.

## Нобелівська премія
- з фізики: Роберт Ендрус Міллікен «за експерименти з визначення елементарного електричного заряду й вивчення фотоелектричного ефекту».
- з хімії: Фріц Прегль — «За винахід методу мікроаналізу органічних речовин»
- з медицини та фізіології: Фредерік Бантинг та Джон Маклеод — За відкриття інсуліну
- з літератури: Вільям Батлер Єйтс
- премія миру: Премію не присуджували